# Холецистит

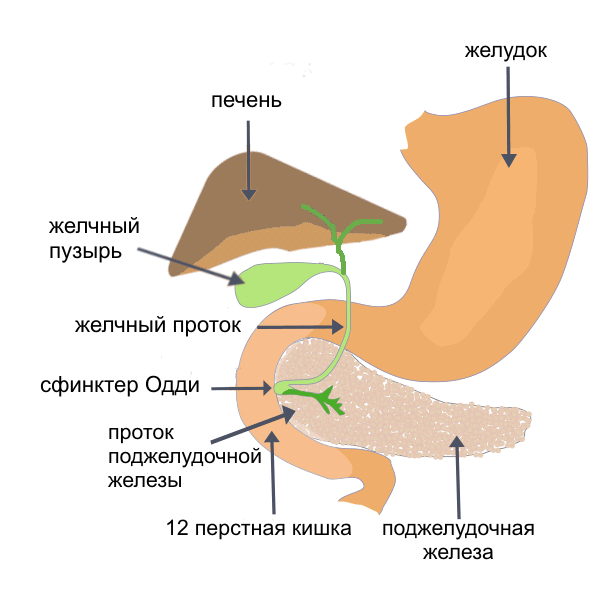
Синтопия органов пищеварительной системы, верхний этаж брюшной полости

Холецисти́т (от др.-греч. χολή «жёлчь» + κύστις «пузырь» + суффикс -itis «воспаление») — воспаление жёлчного пузыря — одно из наиболее частых осложнений жёлчнокаменной болезни. Основные причины развития воспалительного процесса в стенке желчного пузыря — наличие патогенной микрофлоры в просвете пузыря и нарушения оттока желчи.
Ведущим фактором развития острого холецистита является нарушение оттока желчи из желчного пузыря, которое возникает при окклюзии камнем шейки желчного пузыря или пузырного протока. Второстепенное значение в развитии острого воспаления имеет нарушение кровоснабжения стенки желчного пузыря при атеросклерозе висцеральных ветвей брюшной аорты и повреждающее действие панкреатического сока на слизистую оболочку желчного пузыря при рефлюксе секрета поджелудочной железы в желчные протоки.

## Классификация
Холецистит делят на два типа:
- Острый (калькулезный). Клинико-морфологическая классификация острого холецистита:
  - Катаральный холецистит. Его симптомы — интенсивные постоянные боли в правом подреберье и эпигастральной области с иррадиацией в поясничную область, правую лопатку, надплечье, правую половину шеи.
  - Флегмонозный холецистит имеет более выраженную клиническую симптоматику. Боли значительно интенсивнее, чем при катаральной форме воспаления. Боли усиливаются при дыхании, кашле, перемене положения тела. Чаще возникает тошнота и многократная рвота, ухудшается общее состояние больного, температура тела достигает фебрильной, тахикардия возрастает до 110—120 в минуту. Живот несколько вздут за счет пареза кишечника; при дыхании правая половина передней брюшной стенки отстает от левой, защитно напряжена в правом подреберье при пальпации; кишечные шумы ослаблены.
  - Гангренозный холецистит характеризуется бурным клиническим течением, обычно является продолжением флегмонозной стадии воспаления, когда защитные силы организма не в состоянии справиться с вирулентной микробной флорой.
- Хронический

## Причины холецистита
Холецистит происходит по причине образования камней в желчном пузыре. Это приводит к застою желчи и интервенции кишечной микрофлорой.
Периодически возникающие и проходящие воспаления приводят к изменению стенки желчного пузыря с развитием в нем хронического воспалительного процесса (хронический калькулезный холецистит).
По течению холецистит может быть острым и хроническим.
Повышенный риск развития холецистита связан с возрастом, избыточным весом, прием лекарственных препаратов, в том числе гормональных, беременностью и состояниями, ассоциированными с резкой потерей веса.

## Хронический холецистит
Хронический холецистит может быть бескаменным и калькулёзным, от латинского слова «calculus», что значит «камень». Калькулёзный холецистит является одним из результатов желчно-каменной болезни.
Хронический холецистит проявляется тошнотой, тупой болью в правом подреберье и другими неприятными ощущениями, возникающими после еды. В диагностике холецистита важную роль играют данные лабораторных исследований и холецистохолангиография.
Наиболее грозным осложнением калькулезного холецистита является печёночная колика. Если в желчевыводящие пути попадает некрупный (менее 1 см) камень, препятствует нормальному оттоку желчи, то в кровь поступают желчные пигменты и развивается подпечёночная желтуха.
Симптомы колики очень похожи на начало острого холецистита. Тем не менее, болевой синдром при печёночной колике более выражен и возникает, как правило, ночью или рано утром.
Спустя некоторое время проявляется симптоматика желтухи: происходит пожелтение склер и кожи — появляется своеобразный лимонно-жёлтый цвет, моча темнеет и становится похожа на пиво, а кал заметно светлеет, вплоть до белизны.
Больные в таком состоянии подлежат экстренной госпитализации.
Хронический холецистит может быть следствием острого, но может возникнуть и самостоятельно. В русской медицинской литературе принято выделять типичный и атипичный вид симптомов заболеваний желчного пузыря (холелитиаз-К 80.2 и хронический холецистит).
Наличие камней в желчном пузыре значительно усложняет задачу лечения и ухудшает прогноз заболеваний.

## Лечение
Консервативное лечение холецистита и других воспалительных заболеваний желчных путей направлено главным образом на подавление инфекции (для чего применяются антибиотики и другие противомикробные препараты), а также на усиление оттока желчи (специальная диета, желчегонные средства растительного (цветки бессмертника песчаного) и синтетического происхождения, спазмолитические средства, дуоденальное зондирование).
Значительную роль при консервативном лечении холецистита играет диета (№ 5) с исключением механически и химически раздражающей пищи, кратностью приема 4-6 раз в день . При остром холецистите и отсутствии эффекта консервативной терапии применяют хирургическое лечение. При хроническом течении заболевания операция (холецистэктомия) производится по определённым показаниям после тщательного комплексного обследования больного. При функциональных нарушениях жёлчного пузыря (дискинезия) операция не показана.

## Прогноз
Прогноз условно благоприятный, при адекватно проведенном лечении трудоспособность будет полностью сохранена. Наибольшую опасность могут представлять осложнения, связанные с разрывом жёлчного пузыря и развитием перитонита. В случае его развития даже при адекватном лечении возможен летальный исход. Также необходимо большое внимание уделять наблюдениям лечащего врача, так как клиническая динамика имеет свои особенности в каждом конкретном случае.

## Холецистит у животных
Основная причина болезни — бактериальная и вирусная микрофлора. Сопутствует её возникновению снижение резистентности ретикулогистиоцитарной ткани печени вследствие недостаточного витаминного и белкового питания, поступления ядовитых и сильнодействующих веществ с кормами и водой. У животных ухудшается аппетит, нарушается пищеварение, диарея сменяется запором. При пальпации и перкуссии печени отмечают резкую болезненность. Диагноз устанавливают после длительного наблюдения за животными, клинического обследования, анализа крови. Заболевание следует дифференцировать от желчнокаменной болезни, гепатита и гепатоза.